# The Tenderfoot Foreman
The Tenderfoot Foreman è un cortometraggio muto del 1912 diretto da Gilbert M. 'Broncho Billy' Anderson

## Produzione
Il film fu prodotto dalla Essanay Film Manufacturing Company. Venne girato in California a San Rafael.

## Distribuzione
Distribuito dalla General Film Company, il film uscì nelle sale cinematografiche statunitensi l'11 gennaio 1912.